# Axel Domont
Axel Domont (nascido em 7 de agosto de 1990, em Valence) é um ciclista francês. Atualmente compete para a equipe Ag2r-La Mondiale.